# B.M.F. (Blowin' Money Fast)
"B.M.F. (Blowin' Money Fast)" é o segundo single do rapper Rick Ross, do álbum Teflon Don. Produzida por Lex Luger, que compôs junto a Ross e ao convidado vocal da faixa, Styles P; e uma versão alternativa pertencia a sua mixtape promocional, "The Albert Anastasia EP". A música ganhou o título de 4ª música do Ano pela MTV News. Vários artistas gravaram remixes, tais como Papoose, Yo Gotti, French Montana, Hot Dollar, Skepta, Lil' Flip, Bun B, Yelawolf, Jermaine Dupri e Tyga.

## Vídeo musical
Tendo suar Premier em 13 de Julho de 2010, o vídeo foi dirigido por Parris, e conta com aparições de Diddy, Bun B, DJ Envy, Jadakiss, Sheek Louch, DJ Khaled, DJ Clue, Fabolous, Fat Joe, Shawty Lo, Cassie e do produtor da música Lex Luger.